# Petr Korbel
Petr Korbel (ur. 6 czerwca 1971 w Hawierzowie) – czeski tenisista stołowy, dwukrotny medalista mistrzostw świata.
Zawodnik kadry narodowej i olimpijskiej mężczyzn w tenisie stołowym w Czechach. Zawodnik belgijskiego klubu tenisa stołowego Royal Villette Charleroi (klub bierze udział w rozgrywkach Ligi Mistrzów i jest sponsorowany przez niemiecką firmę tenisa stołowego Tibhar). Jest sponsorowany przez japońską firmę tenisa stołowego Butterfly. Obecnie jest to najlepszy tenisista stołowy w Czechach i jeden z najlepszych w Europie.
- Miejsce w światowym rankingu ITTF:[1]
- Styl gry: praworęczny, obustronny, mocny atak topspinowy, z nastawieniem na forehand z półdystansu

## Sprzęt
- Deska: Petr Korbel SK7-FL
- Okładziny: Tenergy 05 (grubość podkładu: 2.1mm; po obu stronach)

## Osiągnięcia
- Zwycięzca niemieckiej Bundesligi z klubem Borussia Düsseldorf w 2008
- Zwycięzca niemieckiej Bundesligi z klubem Müller Würzburger Hofbräu w 2005
- 3-krotny zwycięzca niemieckiej Bundesligi z klubem TTC Zugbrücke Grenzau w 1999, 2000 i w 2001
- 2-krotny brązowy medalista turnieju Europa TOP-12 w 2001 i w 2004
- Brązowy medalista Mistrzostw Europy w grze pojedynczej w 2000
- 4.miejsce w Letnich Igrzyskach Olimpijskich w Atlancie w grze pojedynczej w 1996
- Brązowy medalista Mistrzostw Świata w turnieju drużynowym w 1991
- Mistrz Europy Juniorów w grze pojedynczej w 1988
- 5-krotne zakwalifikowanie się na Igrzyska Olimpijskie w kategorii gry pojedynczej w 1992, 1996, 2000, 2004 i w 2008
- Wielokrotny mistrz Czech w grze pojedynczej